# Медаль Джеймса Мэдисона
Медаль Джеймса Мэдисона (англ. The James Madison Medal) — награда Ассоциации выпускников Принстонского университета. Вручается за выдающиеся достижения в служении обществу. Награждение проводится с 1973 года. Лауреат должен быть выпускником Принстонского университета.

## Лауреаты
- 2023 - Кан, Роберт Эллиот
- 2022 - Джулия Вольф
- 2021 - не вручалась из-за пандемии коронавируса
- 2020 - Торн, Кип
- 2019 - Carol Quillen[англ.]
- 2018 - Даниэль Мендельсон
- 2017 - Кучински, Педро Пабло
- 2016:  Хекман, Джеймс
- 2015 - Martin Daniel Eakes[англ.]
- 2014 - Hunter R. Rawlings III
- 2013 - Arminio Fraga[англ.]
- 2012: Джексон, Лиза Перес
- 2011 - Фукс, Элейн
- 2010: Петреус, Дэвид
- 2009 - Claire Ellen Max[англ.]
- 2008 - Lawrence P. Goldman
- 2007 - Julius E. Coles[англ.]
- 2006:  Левинсон, Артур
- 2005 - Nathan Myhrvold[англ.]
- 2004 - Шапиро, Харольд Тафлер
- 2003 - Peter D. Bell
- 2002 - George Rathmann[англ.]
- 2001 - Lloyd Axworthy[англ.]
- 2000 - Chang-Lin Tien[англ.]
- 1999:  Ральф Гомори
- 1998 - Charles Rosen[англ.]
- 1997 - Лейк, Энтони
- 1996: Уэст, Корнел
- 1993:  Виттен, Эдвард
- 1991:  Вайнберг, Стивен
- 1989:  Спитцер, Лайман
- 1987: Макленнан, Хью
- 1986: Бэббитт, Милтон
- 1985: Вентури, Роберт
- 1984:  Тьюки, Джон
- 1983:  Саретт, Льюис Хастингс[англ.]
- 1979: Блюменталь, Михаэль
- 1978:  Зейтц, Фредерик
- 1977:  Милнор, Джон Уиллард
- 1975:  Бэйкер, Уильям Оливер[англ.]
- 1974: Уайлдер, Торнтон
- 1973:  Бардин, Джон